# Whose Streets
Whose Streets? é um documentário norte-americano dirigido pelos cineastas Sabaah Folayan e Damon Davis e lançado no ano de 2017. O documentário foi gravado durante os manifestos pela morte a tiros do jovem afro-americano Michael Brown pela polícia de Ferguson.

## Sinopse
No dia 9 de agosto de 2014, em Ferguson, no Missouri, o jovem Michael Brown foi morto com 12 tiros pela polícia norte-americana, enquanto estava desarmado. E seu corpo demorou 4 horas para ser levado para o necrotério. O Departamento de Justiça disse que o policial não violou os direitos constitucionais de Brown. O caso obteve repercussão nacional, gerando protestos em Ferguson contra a violência policial norte-americana com pessoas negras.
Os diretores Sabaah Folayan e Damon Davis acompanham de perto os protestos pela perspectiva dos manifestantes; registram cenas de violência da polícia contra as pessoas na linha de frente e a tensão na região; e entrevistam os manifestantes e ativistas participantes.

## Prêmios
- Crested Butte Film Festival - Melhor documentário (2017)[5]
- Minneapolis St. Paul International Film Festival - Melhor documentário (2017)[5]